# 伊勢竹原站
伊勢竹原站（日语：／ Ise-takehara eki */?）是位於三重縣津市美杉町竹原，東海旅客鐵道（JR東海）的名松線車站。

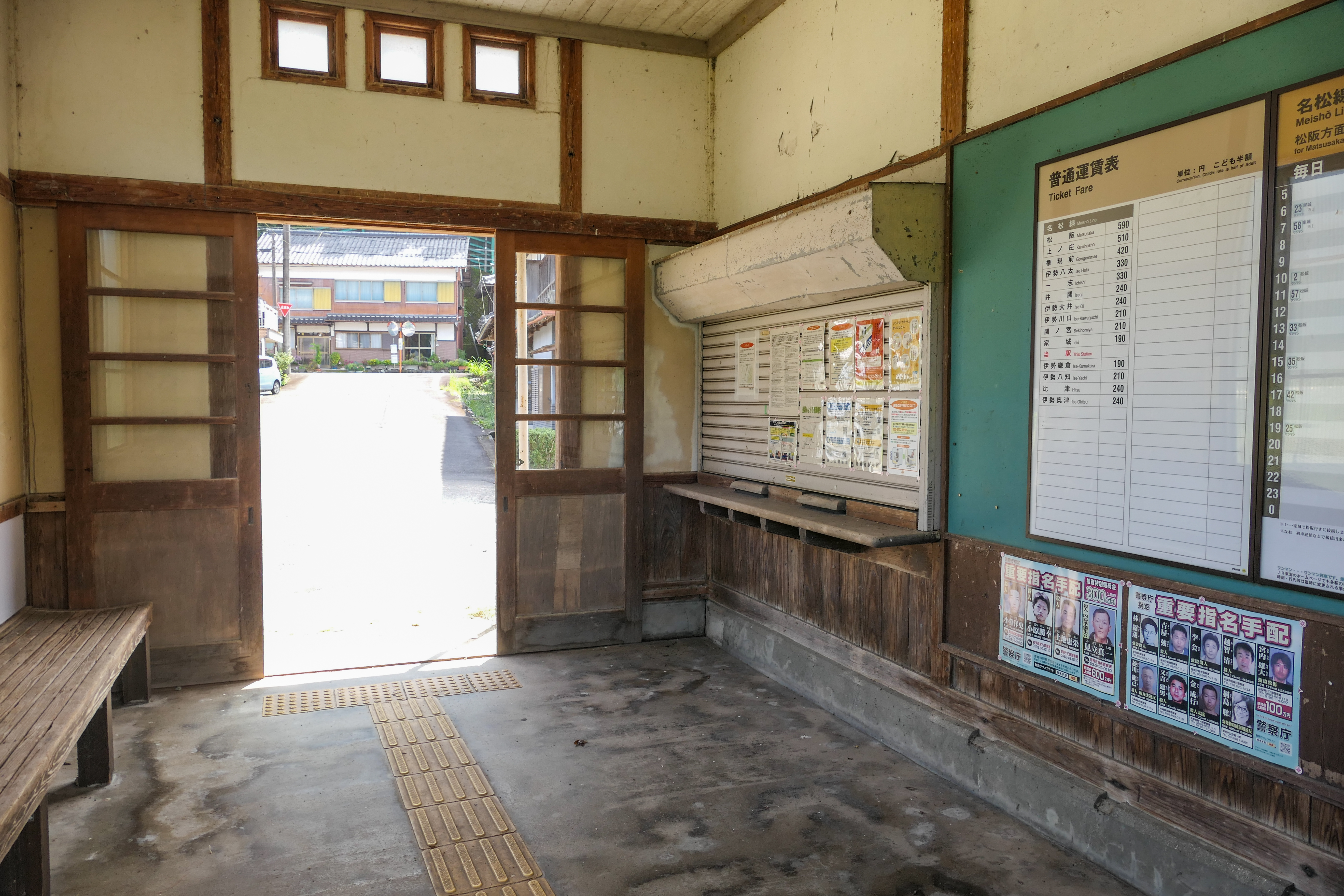
車站內部（2023年9月）

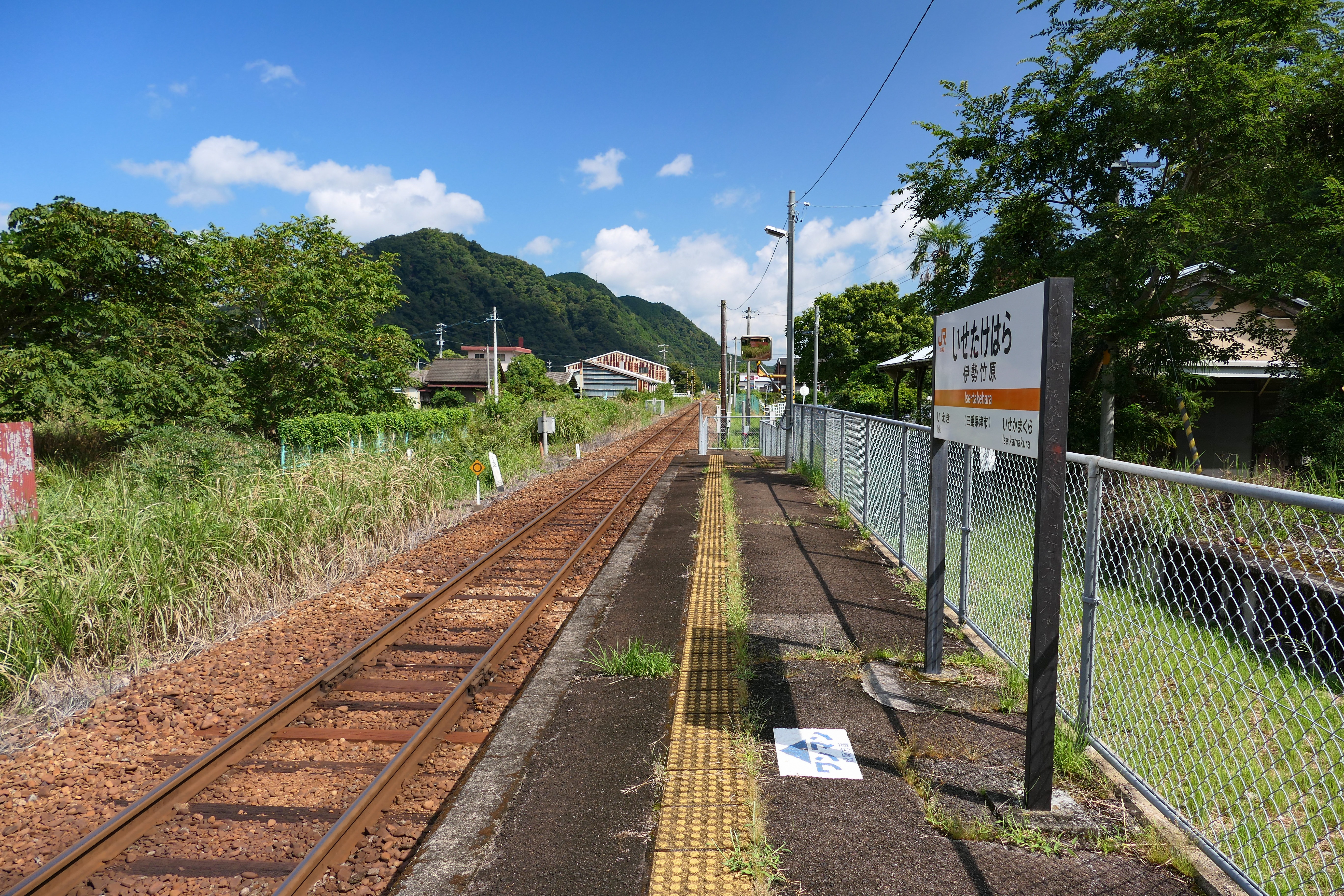
月台（2023年9月）

## 歷史
- 1935年（昭和10年）12月5日 - 國鐵名松線家城至伊勢奧津之間開通，此站啟用[1][2]。成為一般車站[2]。
- 1965年（昭和40年）10月1日 - 終止貨物起卸業務[2]。
- 1976年（昭和51年）7月15日 - 車站業務開始外部委託。
- 1984年（昭和59年）2月1日 - 終止行李起卸業務[2]。
- 1986年（昭和61年）4月1日 - 成為無人車站[3]。
- 1987年（昭和62年）4月1日 - 伴隨國鐵分割民營化，車站由東海旅客鐵道（JR東海）營運[1][2]。
- 2009年（平成21年）
  - 10月8日 -颱風米勒吹襲日本，使名松線全線暫停營業[1]。
  - 10月15日 - 家城至伊勢奧津之間安排代行巴士[1]。
- 2016年（平成28年）3月26日 - 家城至伊勢奧津之間重開，此站再有列車服務[4]。

## 車站構造
車站是一座地面車站，設有1面1線的單式月台。此站曾經設有島式月台，月台一邊沒有路軌。實際車站啟用當時至現時都是島式月台的構造。車站大樓一方還遺留了貨運設備遺址。
此站是由松阪站管理的無人車站。車站東邊設有古老車站大樓（曾經與伊勢奧津站同款），大樓內部的售票處已經關閉。
在家城站至伊勢奧津站之間重開前，代行巴士不駛入車站大樓前。而是停靠在車站北邊100米處的津市竹原社區防災中心前（與三重交通、津市社區巴士竹原巴士站相同位置）。

## 利用狀況
根據「三重縣統計書」，以下為1日平均乘車人次列表。另外在2009年度～2015年度中，包含了2009年10月至2016年3月之間代行巴士的客量：
| 年度   | 1日平均 乘車人次 |
| ------ | ---------------- |
| 1998年 | 35               |
| 1999年 | 30               |
| 2000年 | 30               |
| 2001年 | 28               |
| 2002年 | 22               |
| 2003年 | 19               |
| 2004年 | 18               |
| 2005年 | 18               |
| 2006年 | 16               |
| 2007年 | 16               |
| 2008年 | 14               |
| 2009年 | 11               |
| 2010年 | 10               |
| 2011年 | 8                |
| 2012年 | 9                |
| 2013年 | 8                |
| 2014年 | 8                |
| 2015年 | 8                |
| 2016年 | 11               |
| 2017年 | 9                |
| 2018年 | 9                |
| 2019年 | 10               |

## 車站周邊
- 君野水壩（日语：君ヶ野ダム）-東邊約1.5公里。
- 美杉溫泉（日语：美杉温泉）
- 美杉的士八知竹原

## 巴士路線
- 三重交通
  - 12系統 前往久居站
- 津市社區巴士（美杉地域）（日语：津市コミュニティバス (美杉地域)）

## 相鄰車站
東海旅客鐵道（JR東海）
名松線
家城－伊勢竹原－伊勢鎌倉

## 注腳
1. 1 2 3 4 5  曾根悟（監修）. 朝日新聞出版分冊百科編集部（編集） , 编. . 週刊朝日百科. 25号 紀勢本線・参宮線・名松線. 朝日新聞出版. 2010-01-10: 26-27 （日语）.
2. 1 2 3 4 5 6  石野哲（編）. . JTB. 1998: 384. ISBN 978-4-533-02980-6 （日语）.
3. 1 2  . 鐵道公報 (日本國有鐵道總裁室文書課). 1986-03-29: 4 （日语）.
4. ↑  . Response. 2015-12-18  [2015-12-18]. （原始内容存档于2021-07-12） （日语）.
5. ↑  三重県統計書 （页面存档备份，存于） - 三重県